# Nazionale femminile di pallavolo della Finlandia
La nazionale femminile di pallavolo della Finlandia è una squadra europea composta dalle migliori giocatrici di pallavolo della Finlandia ed è posta sotto l'egida della Federazione pallavolistica della Finlandia.

## Rosa
Segue la rosa delle giocatrici convocate per l'European Silver League 2024.
| N° | Nome                   | Ruolo | Data di nascita   | Squadra            |
| -- | ---------------------- | ----- | ----------------- | ------------------ |
| 3  | Netta Rekola           | C     | 21 dicembre 2000  | Kangasala          |
| 7  | Emmi Jalonen           | P     | 9 luglio 1999     | Kangasala          |
| 8  | Kaisa Alanko           | P     | 3 gennaio 1993    | Levallois Paris    |
| 9  | Ada Aronen             | S     | 7 gennaio 2003    | Oriveden Ponnistus |
| 10 | Laura Penttilä         | L     | 21 febbraio 2002  | Kangasala          |
| 13 | Emilia Kääntä          | S     | 21 agosto 1999    | Puijo              |
| 15 | Daniela Öhman          | C     | 16 marzo 1997     | Vandœuvre Nancy    |
| 16 | Netta Laaksonen        | L     | 2 marzo 2001      | Viesti Salo        |
| 17 | Saana Lindgren         | O     | 29 gennaio 2000   | Terville Florange  |
| 18 | Taija Tikka            | C     | 27 luglio 1998    | Puijo              |
| 20 | Rosa Bjärregård-Madsen | O     | 27 maggio 1999    | Brno               |
| 21 | Bettina Yli-Sissala    | C     | 15 settembre 2000 | Kuusamon           |
| 23 | Viivi Pyhäjärvi        | S     | 1º marzo 1999     | Kangasala          |
| 24 | Neea-Maria Joki        | S     | 14 agosto 2004    | Kangasala          |
| 26 | Heini Ahtola           | S     | 23 marzo 2004     | Kangasala          |

## Risultati

### Competizioni FIVB
| 1952 | non qualificata | -            |
| 1956 | non qualificata | -            |
| 1960 | non qualificata | -            |
| 1962 | non qualificata | -            |
| 1967 | non qualificata | -            |
| 1970 | non qualificata | -            |
| 1974 | non qualificata | -            |
| 1978 | 21º posto       | Convocazioni |
| 1982 | non qualificata | -            |
| 1986 | non qualificata | -            |
| 1990 | non qualificata | -            |
| 1994 | non qualificata | -            |
| 1998 | non qualificata | -            |
| 2002 | non qualificata | -            |
| 2006 | non qualificata | -            |
| 2010 | non qualificata | -            |
| 2014 | non qualificata | -            |
| 2018 | non qualificata | -            |
| 2022 | non qualificata | -            |

### Competizioni CEV
| 1949 | non qualificata | -            |
| 1950 | non qualificata | -            |
| 1951 | non qualificata | -            |
| 1955 | non qualificata | -            |
| 1958 | non qualificata | -            |
| 1963 | non qualificata | -            |
| 1967 | non qualificata | -            |
| 1971 | non qualificata | -            |
| 1975 | non qualificata | -            |
| 1977 | 12º posto       | Convocazioni |
| 1979 | non qualificata | -            |
| 1981 | non qualificata | -            |
| 1983 | non qualificata | -            |
| 1985 | non qualificata | -            |
| 1987 | non qualificata | -            |
| 1989 | 12º posto       | Convocazioni |
| 1991 | non qualificata | -            |
| 1993 | non qualificata | -            |
| 1995 | non qualificata | -            |
| 1997 | non qualificata | -            |
| 1999 | non qualificata | -            |
| 2001 | non qualificata | -            |
| 2003 | non qualificata | -            |
| 2005 | non qualificata | -            |
| 2007 | non qualificata | -            |
| 2009 | non qualificata | -            |
| 2011 | non qualificata | -            |
| 2013 | non qualificata | -            |
| 2015 | non qualificata | -            |
| 2017 | non qualificata | -            |
| 2019 | 18º posto       | Convocazioni |
| 2021 | 18º posto       | Convocazioni |
| 2023 | 21º posto       | Convocazioni |

| 2009 | non qualificata | -            |
| 2010 | non qualificata | -            |
| 2011 | non qualificata | -            |
| 2012 | non qualificata | -            |
| 2013 | non qualificata | -            |
| 2014 | non qualificata | -            |
| 2015 | non qualificata | -            |
| 2016 | non qualificata | -            |
| 2017 | 2º posto        | Convocazioni |
| 2018 | 4º posto        | Convocazioni |
| 2019 | 7º posto        | Convocazioni |
| 2021 | non qualificata | -            |
| 2022 | non qualificata | -            |
| 2023 | non qualificata | -            |
| 2024 | non qualificata | -            |

| 2018 | non qualificata | -            |
| 2019 | non qualificata | -            |
| 2021 | non qualificata | -            |
| 2022 | non qualificata | -            |
| 2023 | non qualificata | -            |
| 2024 | 2º posto        | Convocazioni |